# Torup
Torup és una localitat situada en el municipi de Halsnæs (Dinamarca), amb una població l'any 2014 de 316 habitants.
Està ubicada en l'extrem nord de l'illa de Selàndia, limitant al nord amb el Kattegat (mar Bàltica) i a l'oest amb el fiord de Roskilde.
Des de l'any 2006, Torup és considerada vila del llibre.